# UMO Jazz Orchestra
Het UMO Jazz Orchestra (Uuden Musiikin Orkesteri) is een Finse bigband van de moderne jazz, die sinds 1975 bestaat. Het orkest werd geformeerd door de muzikanten Heikki Sarmanto en Esko Linnavalli en bestond aanvankelijk uit muzikanten van het Finse radio-dansorkest.

## Geschiedenis
Sinds 1984 wordt UMO als bestendig orkest met professionele muzikanten gefinancierd door de Finse radio, het Finse ministerie van cultuur en de stad Helsinki. Voor zover functioneert het als een normale Finse bigband en speelt ongeveer 80 concerten per jaar.
Het UMO Jazz Orchestra had optredens in verschillende Europese landen en Noord-Amerika. Het orkest heeft gespeeld met solisten als Thad Jones, Mel Lewis, Dizzy Gillespie, Muhal Richard Abrams, McCoy Tyner, Michael Brecker, John Scofield, Tomasz Stańko, Gregory Porter, Roberta Gambarini, Antti Sarpila en Gustavo Bergalli. Voor de 16-koppige formatie hebben Heikki Sarmanto, Gil Evans, Maria Schneider, Pekka Pohjola, Eero Koivistoinen, Pekka Toivanen en Iro Haarla geschreven. Het repertoire van het ensemble strekt zich uit tot het modern creative. Het orkest heeft talrijke geluidsdragers gemaakt, die werden uitgebracht bij de labels Slam Records, Naxos Jazz, Leo Records en A-Records. Het orkest werd tot 1991 geleid door Esko Linnavalli. Na hem volgden verscheidene persoonlijkheden als Heikki Sarmanto en Markku Johansson. Tegenwoordig wordt het orkest collectief geleid.

## Discografie
- 1976: Esko Linnavalli & New Music Orchestra A Good Time Was Had by All
- 1976: Our Latin Friends
- 1978: Thad Jones, Mel Lewis & UMO
- 1979: Umophilos
- 1983: Sea Suite Effoa
- 1983: Ultima Thule
- 1985: Bad Luck, Good Luck
- 1985: UMO New Music Orchestra Plays the Music of Koivistoinen & Linkola
- 1987: Passions of a Man – Kalevala Fantasy
- 1987: Green & Yellow
- 1989: UMO Plays the Music of Muhal Richard Abrams
- 1992: The First Seven – UMO Plays BAT Jazz in Finland
- 2000: One More Time (met Kenny Wheeler & Norma Winstone)
- 2001: Transit People
- 2003: Markus Ketola feat. UMO: Jatkumo (Lake End)
- 2003: UMO Plays Frank Zappa Feat. Marzi Nyman

- 2004: Counting on the Count – UMO Jazz Orchestra Plays Count Basie
- 2005: Sauna palaa!
- 2006: Mister Blues (met Pepe Ahlqvist)
- 2007: The Sky Is Ruby (met Raoul Björkenheim)
- 2007: Agatha (met Kerkko Koskinen)
- 2008: Taikapeitto (met Satu Sopanen)
- 2009: UMO on UMO
- 2010: Primal Mind – UMO Plays the Music of Raoul Björkenheim, Live in Helsinki 1991
- 2010: Beauty and the Beast – UMO Plays the Music of Pekka Pohjola, Live & Studio 1977-2004
- 2010: A Good Time Was Had by All 1976-1979
- 2011: Rytmihyrrä – Eläinlauluja lapsille / Rytmyra – Djursånger för barn (met Emma Salokoski)
- 2012: Umo Jazz Orchestra Meets Magnum Coltrane Price Supermusic (met Nils Landgren & Viktoria Tolstoy)
- 2013: UMO & Vesa-Matti Loiri Ja Johanna Försti feat. Gracias Ville Ja Valle
- 2014: Lenny Pickett with Umo Jazz Orchestra The Prescription
- 2015: Jimi Tenor & UMO Mysterium Magnum
- 2015: Live in Helsinki 1995 (met Michael Brecker)